# Ko- und kontravariante Modellstruktur
Ko- und kontravariante Modellstrukturen sind im mathematischen Teilgebiet der Höheren Kategorientheorie jeweils Modellstrukturen auf der Scheibenkategorie der Kategorie der simplizialen Kategorie. Auf diesen induzieren Postkomposition und Faserprodukte (durch die Verwendung in der Algebraischen Geometrie auch als Basiswechsel bezeichnet) jeweils adjungierte Funktoren, welche mit den Modellstrukturen sogar Quillen-Adjunktionen bilden können.

## Definition
Sei {\displaystyle A} eine simpliziale Menge, dann ergibt sich eine Scheibenkategorie {\displaystyle \mathbf {sSet} /A}. Mit der Wahl einer Modellstruktur auf {\displaystyle \mathbf {sSet} }, etwa der Joyal- oder Kan-Quillen-Modellstruktur, induziert diese eine Modellstruktur auf der Scheibenkategorie {\displaystyle \mathbf {sSet} /A}.
- Kovariante Kofaserungen sind Monomorphismen. Kovariant fasernde Objekte sind die linksfasernden Objekte über {\displaystyle A}. Kovariante Faserungen zwischen zwei solchen linksfasernden Objekten über {\displaystyle A} sind genau die Linksfaserungen.[1][2]
- Kontravariante Kofaserungen sind Monomorphismen. Kontravariant fasernde Objekte sind die rechtsfasernden Objekte über {\displaystyle A}. Kontravariante Faserungen zwischen zwei solchen rechtsfasernden Objekten über {\displaystyle A} sind genau die Rechtsfaserungen.[3]

Die Scheibenkategorie {\displaystyle \mathbf {sSet} /A} mit der ko- und kontravarianten Modellstruktur wird als {\displaystyle (\mathbf {sSet} /A)_{\mathrm {cov} }} und {\displaystyle (\mathbf {sSet} /A)_{\mathrm {cont} }} notiert.

## Eigenschaften
- Die kovariante Modellstruktur ist linkseigentlich und kombinatorisch.[4]

## Homotopiekategorien
Für jede Modellkategorie gibt es eine Homotopiekategorie durch formale Invertierung aller schwachen Äquivalenzen. In der homotopischen Algebra sind dabei insbesondere die ko- und kontravarianten Modellstrukturen der Kan-Quillen-Modellstruktur interessant, deren schwache Äquivalenzen die schwachen Homotopieäquivalenzen sind. Für eine simpliziale Menge {\displaystyle A} sei:
{\displaystyle \operatorname {LFib} (A):=\operatorname {Ho} ((\mathbf {sSet} _{\mathrm {KQ} }/A)_{\mathrm {cov} })}
{\displaystyle \operatorname {RFib} (A):=\operatorname {Ho} ((\mathbf {sSet} _{\mathrm {KQ} }/A)_{\mathrm {cont} })}
Da {\displaystyle \Delta ^{0}} das terminale Objekt von {\displaystyle \mathbf {sSet} } ist, gilt insbesondere:
{\displaystyle \operatorname {Ho} (\mathbf {sSet} _{\mathrm {KQ} })=\operatorname {LFib} (\Delta ^{0})=\operatorname {RFib} (\Delta ^{0}).}
Da der Funktor der dualen simplizialen Menge eine Quillen-Äquivalenz zwischen ko- und kontravarianter Modellstruktur ist, gilt:
{\displaystyle \operatorname {LFib} (A^{\mathrm {op} })=\operatorname {RFib} (A).}

## Quillen-Adjunktionen
Sei {\displaystyle p\colon A\rightarrow B} ein Morphismus simplizialer Mengen, dann gibt es einen Funktor {\displaystyle p_{!}\colon \mathbf {sSet} /A\rightarrow \mathbf {sSet} /B} durch Postkomposition und einen Funktor {\displaystyle p^{*}\colon \mathbf {sSet} /B\rightarrow \mathbf {sSet} /A} durch Faserprodukte mit einer Adjunktion {\displaystyle p_{!}\colon \mathbf {sSet} /A\rightarrow \mathbf {sSet} /B}. Da letzterer mit allen Kolimiten kommutiert, gibt es ebenfalls einen rechtsadjungierten Funktor {\displaystyle p^{*}\colon \mathbf {sSet} /B\rightarrow \mathbf {sSet} /A} mit einer Adjunktion {\displaystyle p_{!}\dashv p^{*}}. Für die kontravariante Modellstruktur (der Kan-Quillen-Modellstruktur) ist die vordere Adjunktion immer eine Quillen-Adjunktion, während die hintere eine für {\displaystyle p} eigentlich ist. Dabei ergeben sich abgeleitete Adjunktionen:
{\displaystyle \mathbf {L} p_{!}\colon \operatorname {RFib} (A)\rightleftarrows \operatorname {RFib} (B)\colon \mathbf {R} p^{*},}
{\displaystyle \mathbf {L} p^{*}\colon \operatorname {RFib} (B)\rightleftarrows \operatorname {RFib} (A)\colon \mathbf {R} p_{*}.}

## Eigenschaften
- Für einen Funktor von ∞-Kategorien {\displaystyle p\colon A\rightarrow B} sind äquivalent:[12]
  - {\displaystyle p\colon A\rightarrow B} is volltreu.
  - {\displaystyle \mathbf {L} p_{!}\colon \operatorname {LFib} (A)\rightarrow \operatorname {LFib} (B)} ist volltreu.
  - {\displaystyle \mathbf {L} p_{!}\colon \operatorname {RFib} (A)\rightarrow \operatorname {RFib} (B)} ist volltreu.
- Für einen essentiell surjektiven Funktor von ∞-Kategorien {\displaystyle p\colon A\rightarrow B} ist der Funktor {\displaystyle \mathbf {R} p^{*}\colon \operatorname {RFib} (B)\rightarrow \operatorname {RFib} (A)} konservativ.[13]
- Jede Äquivalenz von ∞-Kategorien {\displaystyle p\colon A\rightarrow B} induziert eine Kategorienäquivalenz:[14]
{\displaystyle \mathbf {L} p_{!}\colon \operatorname {LFib} (A)\rightleftarrows \operatorname {LFib} (B),}
{\displaystyle \mathbf {L} p_{!}\colon \operatorname {RFib} (A)\rightleftarrows \operatorname {RFib} (B),}

- Alle inneren Horninklusionen {\displaystyle i\colon \Lambda _{k}^{n}\hookrightarrow \Delta ^{n}} (mit {\displaystyle n\geq 2} und {\displaystyle 0<k<n}) induzieren eine Kategorienäquivalenz:[15]
{\displaystyle \mathbf {L} i_{!}\colon \operatorname {RFib} (\Lambda _{k}^{n})\rightarrow \operatorname {RFib} (\Delta ^{n}).}